# 左久良書房
左久良書房（さくらしょぼう）とは、明治時代に創業された日本の出版社である。

## 概要
1905年（明治38年）に関宇三郎が神田富山町に書籍販売業東明堂を開業。後に関が1908年（明治41年）に細川芳之助の経営していた左久良書房を継承した。近代文学史上に残る文芸書を多く出版したが、口絵の種類としては、創業の時期が遅かったこともあって木版のものは少なく、石版の口絵が多かった。木版の口絵を描いたのは鏑木清方、塚原千草であった。作家は岡鬼太郎、塚原渋柿園である。